# Clavularia modesta
Clavularia modesta is een zachte koraalsoort uit de familie Clavulariidae. De koraalsoort komt uit het geslacht Clavularia. Clavularia modesta werd in 1874 voor het eerst wetenschappelijk beschreven door Verrill. 